# سیمیون تیموشنکو
سیمیون کنستانتینوویچ تیموشنکو (روسی: Семён Константи́нович Тимоше́нко؛ زاده ۱۸ فوریهٔ ۱۸۹۵ درگذشته ۳۱ مارس ۱۹۷۰) یک فرمانده برجسته نظامی، سیاست‌مدار و مارشال ارتش اتحاد جماهیر شوروی بود که به عنوان وزیر دفاع شوروی در جنگ جهانی دوم فعالیت می‌کرد.